# Celleporina podistra
Celleporina podistra är en mossdjursart som beskrevs av Gordon 1989. Celleporina podistra ingår i släktet Celleporina och familjen Celleporidae. Inga underarter finns listade i Catalogue of Life.